# Ken Pears
Ken Pears (Vancouver, 12 aprile 1934 – 18 dicembre 2022) è stato un calciatore canadese, di ruolo portiere.

## Carriera

### Club
Considerato uno dei più forti portieri canadesi, Pears si forma calcisticamente nei programmi di sviluppo della Columbia Britannica, giocando successivamente in vari sodalizi canadesi nei campionati dilettantistici del paese.
Inizia la carriera nel 1954 con i Westminster Royals, con cui vince una Pacific Coast Soccer League ed una Challenge Trophy.
Nel 1954 passa ai Vancouver Firefighters, divenendo egli stesso un vigile del fuoco, rimanendovi sino al 1979, vestendo però la maglia di altre squadre nei periodi estivi e di inattività del suo club di appartenenza. Con i Firefighters vince cinque edizioni della PCSL ed una Challenge Trophy.
Vinse altri due Challenge Trophy con i Vancocouver Halecos (1956) ed i Vancouver Columbus (1964).
Pears ha la sua unica esperienza professionistica nel 1968 in forza ai Vancouver Royals , società della neonata NASL, non giocando però alcun incontro ufficiale.
Lasciato il calcio giocato divenne allenatore per le giovanili.

### Nazionale
Con la nazionale maggiore gioca quattro incontri nelle qualificazioni al campionato mondiale di calcio 1970, non superando il primo turno della zona NAFC.

## Statistiche

### Cronologia presenze e reti in Nazionale
| Cronologia completa delle presenze e delle reti in nazionale ― Canada | Cronologia completa delle presenze e delle reti in nazionale ― Canada | Cronologia completa delle presenze e delle reti in nazionale ― Canada | Cronologia completa delle presenze e delle reti in nazionale ― Canada | Cronologia completa delle presenze e delle reti in nazionale ― Canada | Cronologia completa delle presenze e delle reti in nazionale ― Canada | Cronologia completa delle presenze e delle reti in nazionale ― Canada | Cronologia completa delle presenze e delle reti in nazionale ― Canada |
| Data                                                                  | Città                                                                 | In casa                                                               | Risultato                                                             | Ospiti                                                                | Competizione                                                          | Reti                                                                  | Note                                                                  |
| --------------------------------------------------------------------- | --------------------------------------------------------------------- | --------------------------------------------------------------------- | --------------------------------------------------------------------- | --------------------------------------------------------------------- | --------------------------------------------------------------------- | --------------------------------------------------------------------- | --------------------------------------------------------------------- |
| 22-6-1957                                                             | Toronto                                                               | Canada                                                                | 5 – 1                                                                 | Stati Uniti                                                           | Qual. Mondiali 1958                                                   | -1                                                                    |                                                                       |
| 30-6-1957                                                             | Città del Messico                                                     | Messico                                                               | 3 – 0                                                                 | Canada                                                                | Qual. Mondiali 1958                                                   | -3                                                                    |                                                                       |
| 3-7-1957                                                              | Toronto                                                               | Canada                                                                | 0 – 2                                                                 | Messico                                                               | Qual. Mondiali 1958                                                   | -2                                                                    |                                                                       |
| 6-7-1957                                                              | Saint Louis                                                           | Stati Uniti                                                           | 2 – 3                                                                 | Canada                                                                | Qual. Mondiali 1958                                                   | -2                                                                    |                                                                       |
| Totale                                                                |                                                                       | Presenze                                                              | 4                                                                     |                                                                       | Reti                                                                  | -8                                                                    |                                                                       |

## Palmarès
- PCSL: 6

Westminster Royals: 1952-1953
Vancouver Firefighters: 1954-1955, 1961-1962, 1963-1964, 1964-1965, 1965-1966
- Challenge Trophy: 4

Westminster Royals: 1955
Vancouver Halecos: 1956
Vancouver Columbus: 1964
Vancouver Firefighters: 1965